# メロディーロード

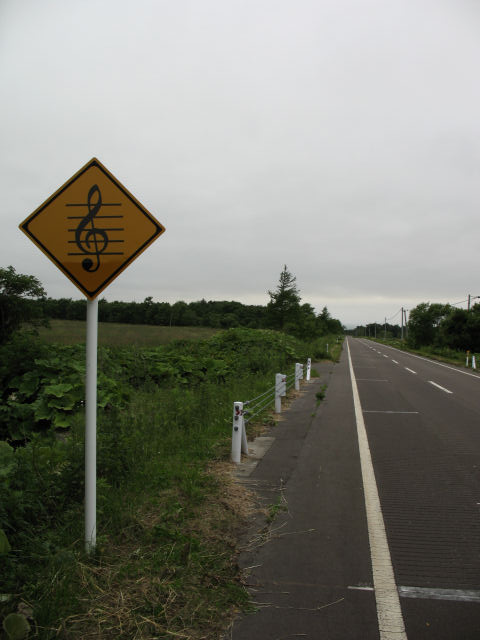
標津町のメロディーロード標識

メロディーロードは、乗用車のタイヤとの転がり抵抗で音を発生させるように舗装路面に溝を切り込み、路面上を一定の速度で走行すると音楽が流れるよう細工を施した道路、または、その舗装技術。日本で発明され、本技術は特許庁に2005年9月16日出願、2011年3月に特許され、特許原簿に登録されている。また、この名称「メロディーロード」は2006年に商標として登録されている。世界各国でも採用が行われており、ミュージカル・ロードの名称として知られる。

## 構造
アスファルトおよびコンクリート舗装路面に深さ3mm–6mm、幅6mm–24mm、長さ2.9m–3.1mの溝を道路横断方向に複数切削することにより、車両走行時に発生する舗装とタイヤとの接触走行音を適切に設定することで、走行音があたかも音楽を奏でるかのような効果を狙ったものである。
溝から溝までの距離の調整によって走行音の音階や音域等の発生を調整する。また、溝の切削幅を変える事により発生音量の大小を調整する。設定速度が60km/h、延長300mのメロディーロードの場合、設定速度に従って走行すれば約20秒間のメロディを奏でる。車両の前後にある複数のタイヤから同時に発生する異なった音は、人の脳の働き（カクテルパーティー効果）により都合よく取捨選択されるほか、予備知識として使用されている曲目などの情報がある場合は、より鮮明に聞くことが可能である。

## 排水対策
道路に溝を設けることにより、タイヤと路面との間に発生する摩擦抵抗を向上させたり、切削する溝の施工長さを路側線より外側に施工し路面水を車両走行帯外側に排水することにより車両走行帯の滞水を改善しハイドロプレーニング現象を防止する効果があるが、車両走行帯内で溝の切削を終了する場合は溝端部に路面水が集中し滞水する可能性があるため、事故防止の観点からは溝端部の排水処理や道路排水勾配に配慮する必要がある。

## 音の効果
メロディの効果を得ようとする運転手が設定速度どおりに走ることにより、速度超過を抑制する効果もある。
眠気防止や地域に由縁のある曲目を利用する事により観光資源の創出などにも効果が期待できる。
騒音として感じられる場合があることから、影響する地域の住民の理解、合意が必要とされる。人家など居住区域から300m程度離すことにより音量の改善・軽減はされるが、施工場所の環境（周囲の構造物・地形等）による音の反響の状態や、設計する音量・音階などに工夫、配慮する必要がある。実際、群馬県によって設置された長野原町北軽井沢地区の国道146号にあった「メロディーライン」は、別荘住民らからの「騒音がひどい」などの苦情を受け、わずか1年後の2013年には撤去の憂き目に遭っている。

## 歴史
株式会社篠田興業（北海道標津町）が北海道立工業試験場（現 北海道立総合研究機構）と共同開発し、2004年に標津町の町道に実験的に設置された。
建設機械が通行した際に付いた傷や、横方向にグルービング施工された道路などを速度を変えて走行したところ、音の高さが変化したことからメロディを奏でられると考えたという。

## 特許・商標登録
本技術は日本特許庁に特許され、特許原簿に登録されている。
また、「メロディーロード」の呼称は商標登録がなされている。

## 設置されている道路（日本国内）
道路の愛称として、「メロディロード」以外の呼称がなされている事例もある。
| 所在地                     | 道路名/号線                                                                              | 概要・設置目的 | 利用された知的所有権                                                  | 設置区間距離   | 設置年           | 曲名                                                               |
| -------------------------- | ---------------------------------------------------------------------------------------- | --- | --------------------------------------------------------------------- | -------------- | ---------------- | ------------------------------------------------------------------ |
| 北海道北斗市               | きじひき高原（圧巻720度のパノラマ） 「きじひき高原メロディーロード」                     | 北海道新幹線開業 北斗市新規観光資源の創出 | 特許 第4708354号 商標登録 第4927076号                                 | 250m・22.5秒   | 2015年7月        | 赤とんぼ                                                           |
| 北海道北斗市               | きじひき高原（圧巻720度のパノラマ） 「きじひき高原メロディーロード」                     | 北海道新幹線開業 北斗市新規観光資源の創出 | 特許 第4708354号 商標登録 第4927076号                                 | 317.8m・28.6秒 | 2015年7月        | いいもんだな故郷は                                                 |
| 北海道標津郡標津町         | 標津町道川北北7線 「メロディーロード」                                                   | メロディーロードの実用化試験 世界初の実用試験施工。 | 特許 第4708354号 商標登録 第4927076号 M-0580001                       | 500m           | 2004年11月       | 知床旅情                                                           |
| 北海道標津郡標津町         | 標津町･防災道路 「メロディーロード･しゃべるDO!」                                         | メロディーロードの実用化試験 カーブ及び交差点手前での注意喚起の実用試験施工。 | 特許 第4708354号 商標登録 第4927076号 M-0580001                       | 70m×2箇所      | 2010年12月       | カーブです…スピードを落としてください、交差点です…止まってください |
| 北海道野付郡別海町         | 「別海町メロディーロード」                                                               | |                                                                       | 258.33m        | 2016年10月5日    | おお牧場はみどり                                                   |
| 福島県大沼郡金山町         | 国道252号水沼字細越地内（早戸大橋先） 「奥会津シンフォニーロード」                       | 交通安全・地域活性化・観光資源・郷愁を想わせる奥会津としての活用など。 | 特許 第4708354号 商標登録 第4927076、5446588号                        | 278m20秒       | 2014年12月       | カントリーロード                                                   |
| 栃木県日光市               | 国道120号（第一いろは坂）                                                                | 栃木県初のメロディ道路（音響付加型凍結抑制舗装） |                                                                       | 197.0m         | 2023年4月28日    | モンキー・マジック                                                 |
| 栃木県日光市               | 栃木県道249号黒部西川線                                                                  | 栃木県で2番目のメロディ道路（音響付加型凍結抑制舗装）。 速度抑制とスリップ事故防止。 |                                                                       | 140m           | 2023年11月28日   | 歩いて帰ろう                                                       |
| 群馬県前橋市               | 国道353号                                                                                | |                                                                       |                | 2010年3月        | チューリップ                                                       |
| 群馬県高崎市               | 群馬県道33号渋川松井田線 「榛名湖メロディライン」                                        | |                                                                       | 280m           | 2008年4月        | 静かな湖畔                                                         |
| 群馬県桐生市・みどり市     | 国道122号                                                                                | |                                                                       | 390m           | 2010年9月        | うさぎとかめ                                                       |
| 群馬県多野郡上野村         | 国道299号                                                                                | |                                                                       |                | 2018年2月        | うれしいひなまつり                                                 |
| 群馬県多野郡神流町         | 国道462号                                                                                | |                                                                       | 300m           | 2011年1月        | こいのぼり                                                         |
| 群馬県吾妻郡中之条町       | 国道353号                                                                                | |                                                                       | 350m           | 2010年11月       | いつも何度でも                                                     |
| 群馬県吾妻郡嬬恋村         | 群馬県道94号東御嬬恋線                                                                   | |                                                                       |                | 2010年3月        | 雪山讃歌                                                           |
| 群馬県吾妻郡草津町         | 国道292号                                                                                | |                                                                       | 300m           | 2008年8月        | 正調草津節                                                         |
| 群馬県吾妻郡高山村         | 群馬県道36号渋川下新田線                                                                 | |                                                                       |                | 2011年1月        | 星に願いを                                                         |
| 群馬県利根郡みなかみ町     | 国道291号                                                                                | |                                                                       | 220m           | 2011年6月        | 四季の歌                                                           |
| 新潟県魚沼市               | 国道352号 「尾瀬奏（かな）でロード」                                                     | |                                                                       | 210m           | 2008年12月       | 夏の思い出                                                         |
| 新潟県東蒲原郡阿賀町       | 磐越自動車道下り 三川IC-阿賀野川SA間                                                     | |                                                                       |                | 2017年           | 春よ来い (童謡)                                                    |
| 石川県七尾市・鳳珠郡穴水町 | のと里山海道 「おとのみち」                                                              | 事故防止と能登地域への観光客誘致。 |                                                                       | 約1200m        | 2015年6月完成    | NHK連続テレビ小説『まれ』オープニング曲・「希空〜まれぞら〜」      |
| 山梨県南都留郡富士河口湖町 | 富士スバルライン（無料区間）                                                             | | 商標登録 第4927076号                                                  | 350m           | 2009年7月        | ふじの山                                                           |
| 静岡県裾野市               | 芦ノ湖スカイライン（上り線）                                                             | |                                                                       | 310m           | 2009年4月        | ふじの山                                                           |
| 静岡県裾野市               | 芦ノ湖スカイライン（下り線） 「エヴァンゲリオンのメロディーペーブ」                      | |                                                                       | 320m           | 2015年5月        | 残酷な天使のテーゼ                                                 |
| 愛知県豊田市               | 国道257号 「メロディートンネル」                                                         | 世界初のトンネル内施工。 交通安全啓発・スリップ事故防止・車両の速度抑制。 | 特許 第4708354号 商標登録 第4927076号 M-0790002                       | 300m           | 2007年10月       | どんぐりころころ                                                   |
| 滋賀県大津市守山市         | 琵琶湖大橋（国道477号・滋賀県道11号守山栗東線） 「琵琶湖大橋メロディーロード」           | 世界初の橋上施工。 地域活性化・守山市と大津市との地域間交流の促進。 | 特許 第4708354号 商標登録 第4927076号                                 | 600m           | 2009年3月        | 琵琶湖周航の歌                                                     |
| 和歌山県海草郡紀美野町     | 国道370号（高野西街道） 「きみのメロディーロード」                                       | 世界初の実用施工。 地域活性化、高野街道への観光客誘致。 | 特許 第4708354号 商標登録 第4927076号 M-0720002                       | 320m           | 2007年3月        | 見上げてごらん夜の星を                                             |
| 鳥取県境港市               | 鳥取県道47号米子境港線 「メロディー道路」                                                | 鳥取国際マンガサミットの啓発。 交通量の分散、渋滞の緩和 | 特許 第4708354号                                                      | 333m           | 2012年9月        | ゲゲゲの鬼太郎                                                     |
| 広島県世羅郡世羅町         | 「町道フルーツロード」                                                                   | 交通安全・スリップ事故防止・地域活性化・観光客の誘致。 スローガン 「走りたい道、思い出に残る道、また来たい道」。 | 特許 第4708354号 商標登録 第4927076号 M-09A0056                       | 658.3m         | 2009年12月       | となりのトトロ・さんぽ                                             |
| 広島県世羅郡世羅町         | 「町道ふれあいロード」                                                                   | 上記の「町道フルーツロード」とは一体的に施工。 交通安全・スリップ事故防止・地域活性化・観光客の誘致。 スローガン 「走りたい道、思い出に残る道、また来たい道」。                                                          | 特許 第4708354号 商標登録 第4927076号                                 | 513.2m         | 2009年12月       | 森のくまさん                                                       |
| 広島県安芸高田市           | 主要地方道吉田邑南線下り線神楽門前湯治村手前約2km 「陰陽神楽街道・神楽メロディーロード」 | 左のタイヤで神楽の笛の音を奏で、右のタイヤで太鼓と鐘の音のリズムを奏でる楽譜のない楽曲。 神楽には楽譜や脚本がなく全て伝承により継承されている。 安芸高田市と邑南町との地域間交流による活性化、観光資源としての活用など。 | 広島大学徳永准教授編曲 特許 第4708354号 商標登録 第4927076、5446588号 | 270m           | 2014年3月        | 神楽・鬼の登場シーン                                               |
| 愛媛県西宇和郡伊方町       | 国道197号 「佐田岬メロディーライン」                                                     | |                                                                       | 430m           | 2011年2月        | みかんの花咲く丘                                                   |
| 愛媛県西宇和郡伊方町       | 国道197号 「佐田岬メロディーライン」                                                     | |                                                                       |                | 2018年11月       | 海                                                                 |
| 愛媛県八幡浜市             | 国道197号 「佐田岬メロディーライン」                                                     | |                                                                       |                | 2018年11月       | 瀬戸の花嫁                                                         |
| 大分県竹田市               | 国道57号                                                                                 | |                                                                       |                | 2007年11月       | 花                                                                 |
| 大分県竹田市               | 国道502号                                                                                | |                                                                       |                | 2013年11月再設置 | 荒城の月                                                           |
| 鹿児島県南九州市           | 鹿児島県道17号 （指宿スカイライン）                                                      | |                                                                       |                | 2019年9月30日    | 乾杯                                                               |
| 沖縄県名護市               | 国道331号 「二見情話の里ミュージックライン」                                             | 世界初の左右のタイヤが別々の音楽を奏でる技術、しゃべる道路の音階と音量を変化させる技術を利用。 地域活性化・旧国道への観光客・車両の誘導。                                                                                | 特許 第4708354号 商標登録 第4927076、5446588号 M-1290026              | 344m           | 2012年11月       | 二見情話                                                           |

## 設置されている道路（日本国外）
| 所在地                                 | 道路名/号線                                       | 概要・設置目的 | 利用された知的所有権                                                          | 設置区間距離 | 設置年    | 曲名                     |
| -------------------------------------- | ------------------------------------------------- | --- | ----------------------------------------------------------------------------- | ------------ | --------- | ------------------------ |
| 中華人民共和国河南省許昌長葛市         | 葛天生態園リゾート施設 「葛天源メロディーロード」 | 大成建設系の大成ロテックと連携し、同社の現地合弁会社である北京路新大成景観舗装公司が施工。 葛天生態園のエントランス部分に、来客を歓迎するために設置。       | 特許 第4708354号、 商標登録 第4927076、5446588号                              | 382m         | 2013年1月 | 義勇軍進行曲（中国国歌） |
| 中華人民共和国河南省許昌長葛市         | 葛天生態園リゾート施設 「葛天源メロディーロード」 | 大成建設系の大成ロテックと連携し、同社の現地合弁会社である北京路新大成景観舗装公司が施工。 葛天生態園のエントランス部分に、来客を歓迎するために設置。       | 特許 第4708354号 商標登録 第4927076、5446588号                                | 392.9m       | 2013年1月 | 茉莉花                   |
| 中華人民共和国山東省煙台市養馬島大橋東 | 煙台龍湖Cブロック 「1号路音楽路面工事」           | 中国龍湖地産より大成建設系の大成ロテック社の現地合弁会社である北京路新大成景観舗装公司が受注施工。 煙台龍湖Cブロック1号路部分に、来客を歓迎するために設置。 | （烟芝）工商戸外産登14 第139号 特許 第4708354号 商標登録 第4927076、5446588号 | 323m、29秒   | 2014年4月 | 闘牛士の歌               |
| 中華人民共和国山東省煙台市養馬島大橋東 | 煙台龍湖Cブロック 「1号路音楽路面工事」           | 中国龍湖地産より大成建設系の大成ロテック社の現地合弁会社である北京路新大成景観舗装公司が受注施工。 煙台龍湖Cブロック1号路部分に、来客を歓迎するために設置。 | （烟芝）工商戸外産登14 第139号 特許 第4708354号 商標登録 第4927076、5446588号 | 398m、36秒   | 2014年4月 | 歓喜の歌                 |

## 過去に設置されていた道路
| 所在地               | 道路名/号線                                       | 概要・設置目的                                                  | 利用された知的所有権                  | 設置区間距離 | 設置年    | 撤去年     | 曲名               |
| -------------------- | ------------------------------------------------- | --------------------------------------------------------------- | ------------------------------------- | ------------ | --------- | ---------- | ------------------ |
| 群馬県沼田市         | 利根沼田望郷ライン                                |                                                                 |                                       |              | 2007年    | 不明       | 夏の思い出         |
| 群馬県利根郡片品村   | 国道401号                                         |                                                                 |                                       |              | 2010年8月 | 不明       | 夏の思い出         |
| 群馬県吾妻郡長野原町 | 国道146号                                         |                                                                 |                                       |              | 2012年7月 | 2013年11月 | おお牧場はみどり   |
| 長野県茅野市         | 信州ビーナスライン 「ダンロップメロディーロード」 | 民間企業により設置。 交通安全啓発・地域貢献・企業イメージ向上。 | 特許 第4708354号 商標登録 第4927076号 | 240m         | 2008年8月 | 2021年7月  | スカボロー・フェア |

## 歌う空港
アメリカフロリダ州オーランドにあるウォルトディズニーが所有するプライベート空港ウォルト・ディズニー・ワールド空港では、滑走路上に『星に願いを』のランブルストリップスを施し、飛行機で訪れた乗客を驚かせている。時速72 Km/h（45マイル）で通過すると鳴る様施行された。空港は1970年代初頭に建設され、1972年までの短期間のみ運用が行われ、舗装は2008年に撤去された。